# Dobrovoljácok
A dobrovoljácok olyan délszláv (zömében szerb) önkéntesek voltak az első világháborúban, akik a katonai szolgálatot nem a szerb hadseregben kezdték, de a háború során átálltak az antant oldalán harcoló szerb hadsereghez, nagy számban csatlakoztak például az orosz hadifogolytáborokból.

## Történetük
Az első ilyen szerb önkéntes hadosztály 1916 márciusában alakult Oroszországban, 18 ezer katonával és 550 tiszttel, és ősszel a dobrudzsai harcokban vetették be őket Bulgária ellen. 1917-ben megszervezték a második hadosztályt is, és mindkettőt Szalonikinál nyílt frontra vezényelték. Végül a szerb hadsereg kötelékében, francia csapatok segítségével megadásra kényszerítették Bulgáriát és megszállták Magyarország déli részét is.
Jórészt a dobrovoljácok nyomására született az 1919. február 25-én kihirdetett délszláv földreform. Ez 206 440 igénylőnek juttatott földet, főként dobrovoljácoknak. Az igénylők számára 62 zárt dobrovoljác telepet hoztak létre a magyarok lakta délvidéki területeken 53 000 katasztrális hold területen.
Amikor 1941 áprilisában Magyarország annektálta a Délvidéket, fontos politikai célként tűzték ki, hogy az 1918. október 31. óta betelepült délszlávokat távozásra kényszerítsék. A magyar vezetés a németek megszállta Szerbiába akarta kitelepíteni őket, ez azonban a németek ellenállása miatt csak részben sikerült.
A Bácskából egyes források szerint 6912 (más források szerint 6175, vagy 10 692) családot, Dél-Baranyából 235 családot telepítettek ki. Szerb becslések szerint a szerbiai kitelepítés 24 921 főt érintett, mintegy 13 ezer embert pedig internáltak. A kiürített területekre bukovinai székelyeket és moldvai csángókat (Cseres Tibor szerint 3279 családot) telepítettek.
A ki nem telepített dobrovoljácokat a magyar hatóságok a partizántámadások valószínűsíthető támogatójának tekintették. Közülük sokan váltak áldozataivá a bevonulásnak, az 1941–1942 telén végrehajtott vérengzésnek, illetve az 1943-as büntető akcióknak. 1944 szeptemberétől a bevonuló partizánokkal és a szovjet hadsereggel együtt a kitelepítettek visszatértek, a székelyeknek pedig távozniuk kellett. A dobrovoljácok részt vettek abban a vérengzésben, amelynek Cseres Tibor szerint 34 491 névvel azonosítható magyar esett áldozatul.